# 戦う司書シリーズ
「戦う司書シリーズ」（たたかうししょシリーズ）は、山形石雄による日本のライトノベルシリーズ。イラストは前嶋重機が担当している。スーパーダッシュ文庫（集英社）より2005年9月から2010年1月まで刊行された。第4回スーパーダッシュ小説新人賞大賞受賞作品。
メディアミックス作品として、2008年3月から2009年10月まで、ウェブコミック誌『ウルトラジャンプエッグ』において、篠原九の作画で『戦う司書と恋する爆弾』が漫画化、連載された。また、2009年10月から2010年4月にかけて、『戦う司書 The Book of Bantorra』のタイトルでテレビアニメが放送された。

## ストーリー
図書館の『本』に死者の全てが収められる世界。その世界に生きる、記憶を、思考することを奪われ、胸に爆弾を埋め込まれた少年コリオ＝トニスら3人は『本』の鉱山町であるトアットを訪れる。彼は、世界最強の武装司書であるハミュッツ＝メセタを殺すことだけを目的に生きていた。しかし彼は、美しい姫の『本』に一目惚れをしてしまう。ハミュッツ＝メセタを殺すために潜む暗殺者達とハミュッツ＝メセタとの戦いが始まり、恋に落ちてしまったコリオもその渦中へと巻き込まれていく。

## 登場人物

### 武装司書

#### 館長代行・一級
ハミュッツ＝メセタ
声 - 朴璐美（少女期：喜多村英梨）
本作の主人公。世界最強といわれる実力を持つ、現在バントーラ図書館の館長代行者を務める30代前半の女性。通称「ハミ」「代行」。施設・職員ともに華やかな雰囲気をまとう図書館の中では珍しく、そばかすのある顔に化粧をほとんどせず、黒いリボンにうさぎのアップリケがついたシャツ、ズボン姿、サンダルという、非常にラフな格好をしている。
一見ズボラでのんびりしているが、その本性は極めて冷酷かつ好戦的で、生への執着と同時に存在する「他者に殺されたい」という異質な被殺願望から、「全力での死闘の果てに殺されたい」という異常な行動理念を持ち、常に望んで自らを死地へと追いこんでいる。その好戦的な部分が目立つが、戦闘のないときは館長代行の職務をまっとうにこなしている。自身を図書館に引き入れたマットアラストとは、交際した期間もあるが離縁、復縁を数度繰り返した腐れ縁。刺繍が数少ない趣味。
触覚器・視覚器・聴覚器を見えない糸として放出する「触覚糸」と、「強い力で物を投げる」魔法権利を持っており、触覚糸によって最大50kmにも渡る広範囲の索敵を行い、特製の投石器によって半径35kmもの射程範囲を誇る超遠距離狙撃を得意とする。その投石器は神々の制作した『追憶の戦器』ですら破壊することは難しいとされるほどの強度を持ち、戦車のパーツや飛行機さえも射出することが可能。
マットアラスト＝バロリー
声 - 大川透
30代男性で、ハミュッツの右腕的存在。通称「マット」。ハミュッツらとともに武装司書の裏の顔や「天国」の存在を知る一人で、公表できない裏の仕事を密かに担当する。世界各地に私兵や隠れ家、隠し財産が存在し、裏社会での権力も高い。針子であったハミュッツに一目惚れし、彼女を口説き落として武装司書へと引き抜いた張本人であり、離縁、復縁を数度繰り返した腐れ縁でもある。
サボり魔・嘘つき・女好きと揃った飄々とした性格で、私生活も奔放だが、それに反して最年少で武装司書に上り詰めた天才でもあり、接近戦であればハミュッツと互角の実力を持つ。未来予知の魔法権利を持ち、2秒後を常時予知し続けることが可能。常人では撃てないレベルの反動がある拳銃を愛用し、高い身体能力と判断力によって、予知の内容を基に「斬られてから避ける、命中してから銃を撃つ」隙のない戦闘を行う。
イレイア＝キティ
声 - 竹口安芸子（青年期：田村ゆかり）
武装司書の指導教官をしている、古参の50代女性。気さくで落ち着きがあり、普段は図書館の休憩室で紅茶や自家製の菓子をふるまう、司書達にとっては母親のような存在。しかしそれに反して若い頃は武装司書屈指の武闘派として知られ、挑む者を震え上がらせる威厳はいまだ健在であり、若かった頃のハミュッツやマットアラストを本気で畏怖させるほどの危険人物。武装司書であることに誇りを持っており、その潔癖な性格から実力者ながらも天国の正体は知らされていない。
終章の獣でさえ片手のみで吹っ飛ばすほどの凄まじい怪力を持ち、現役時代は自分の体より遥かに大きい鉄柱を片腕で振り回し標的を殲滅するという、掟破りの戦法を披露していた。「視界に映るものの時の流れを操作する」魔法権利を持ち、時の流れを遅らせる事で敵の動きを止めたり、逆に敵の新陳代謝の時を早める事で一瞬のうちに餓死させたりといった芸当を得意としている。自分や遮蔽物の時を止めて破壊されない状態にする事で、絶対的な防御力を得ることも可能。ただし最も根源的な理である時の操作は消耗が激しく、高齢も伴い持久力が低いのが弱点であり、現在は緊急事態でなければ出動はしない。
蒼淵呪病の大乱にて戦死するも、ルルタの仮想臓腑内での最後の戦いにおいて、ハミュッツの「『本』食われ」によってなぜか彼女のみ青年期の姿で召喚され、現役時代の圧倒的な破壊力を披露し多くの終章の獣を殲滅した。
モッカニア＝フルール
声 - 石田彰
ハミュッツと並んで最強の武装司書と言われる23歳の男。魔法権利は蟻の召喚。召喚した蟻で敵を圧死させるほど大量に召喚することも可能。動けない敵なら30秒ほどで白骨化できるほど。反面、優しすぎる性格の持ち主であり、協定違反した軍を攻撃する際に慰問に訪れていた少年楽団を巻き込んで全員殺してしまった一件がトラウマとなり、母がいた幼い頃に帰りたいと望むようになる。一般人と触れ合うことを避け、図書館の迷宮内部に母がいた頃を再現した部屋を作り、そこで生活している。
そんな中、ウインケニーによって偽の母親・レナスを与えられ、偽者と知りながらもその人との時間を守るために武装司書を裏切る。図書迷宮を占拠し、侵入してきたハミュッツと互角の戦いを繰り広げるが、偽の母親が本物の母親の『本』を読み、自分が偽者であることを知ってしまう。神溺教団によって全ての記憶を消されていた彼女はそれでもモッカニアの母として振舞うほかなかった。そして自分の勝手で彼女を傷つけてしまったことを悔い、自ら命を絶った。 ルルタの仮想臓腑内での最後の戦いにおいて、ハミュッツの「『本』食われ」によって召喚され、終章の獣相手に激戦を繰り広げる。
ユキゾナ＝ハムロー
声 - 小西克幸
次期館長代行と目される男性。屈指の実力者で仕事にも熱心だが、治療不可能な胸の病気にかかっており、その治療が可能な実妹・ユーリと常に行動を共にしている。呼吸に影響が出る事から低温の地下迷宮での業務に向かないため、各国とバントーラ図書館との調停などを主に行っており、妹・ユーリとともにあまり図書館にはいない。モッカニアとは友人。天国の存在を知る者の一人。
幼い頃妹・ユーリへの強い嫉妬心が無意識のうちに魔術審議を行う事となり、腐壊波動（ふかいはどう）と呼ばれる黒い波動を放ち、触れた生き物は老化し、生き物でないものはすべて腐敗させる魔法権利を手に入れている。
フィーキー＝クイン
声 - 竹本英史
迷宮の最速踏破記録を持つ真面目な性格の男性。魔法権利は鋼海潜行（地面や壁を水のように潜り、泳ぐこと）。単純な戦闘力でいえば見習い程度しかないが、この能力によって一度の戦闘も経ずに単独での迷宮制覇に成功、一級の資格を得た。なお大型の衛獣を相手取る場合は、体内へ侵入して内側から破壊するという戦法をとるため、第二封印迷宮の衛獣を相手にしても遅れを取ることはない。
モッカニアの反乱において功を焦るあまり戦死するも、ルルタの仮想臓腑内での最後の戦いにおいて、ハミュッツの「『本』食われ」によって召喚され、共に終章の獣と闘った。

#### 二級
キャサリロ＝トトナ
声 - 広橋涼
20代半ばのウエスタン風の女性。能天気で飄々としているが、ヴォルケンに並ぶ実力を持つ有力な司書。リズリーの指導監督を務めており、ノロティとも交友がある。
精度の高い念動力の魔法権利を持ち、それにより複数の火器を一度に扱う戦法を得意とする。普段は12丁の拳銃を一度に扱っているが、必要の際はさらに重火器を一気に用意・発射する。
ルイーク＝ハルトアイン
声 - 遠藤大輔
普段は北方辺境にある鉱山の管理を任されているベテラン男性でかなりの巨漢。全身を鋼鉄に変える魔法権利を持ち、その防御力と、100kgを超える巨大な鉄の槍を操る優れた体術を組み合わせて戦う。
ガモ＝ロッソ
声 - 竹内良太
ハミュッツとは同期の中年男性。五感を極限まで研ぎ澄ませる魔法権利を持ち、それによる情報支援を行う。
ボンボ＝タータマル
クジラ使いの男。彼が操るクジラは空を飛ぶことができる（もともと飛べるクジラを操っているのか、魔法権利で飛ばせているのかは不明）。使用する魔法権利の性質上、屋外、特に海上での戦いを得意とし、迷宮に入ることはできないので一級への昇格はできていないが、鯨を相手の上に落下させる攻撃は強力で、1人で一国の海軍を撃破することも容易。ゆえに次代代行ナンバー2ともいわれる。また、食べることに異常な執着を持っており、かなりの肥満体型。性格はハミュッツをして「かなりのクソッタレ」と言わしめる人物で、魔法権利の特性の問題がなければ館長代行の最有力候補とされていた。天国の存在を知る者の一人。
ビザク＝ジーグラス
声 - 後藤哲夫
鎧を着た40代の男性で図書館ではイレイアに次いで古参。槍を武器として使う。魔法権利は「敵へ向かって突撃するときだけ爆発的な加速力を得る」こと。ヴォルケンとは親しい仲。ヴォルケンと戦い負傷したところをダルトムに殺された。しかしその状況下から、ヴォルケンが殺害したと誤解されている。ルルタの仮想臓腑内での最後の戦いにおいて、ハミュッツの「『本』食われ」によって召喚され、共に終章の獣と闘った。
キャスマ＝トト
声 - 坂巻学
銀色の長髪を持ち古風なローブをまとっている男性。あらかじめ特定の魔法権利を習得するのではなく、その場で印や呪言を使って魔術審議を組み立てる古いタイプの魔法使いで、戦闘には向かない分能力に応用が利くので、他の司書の補助に適しており、主にイレイア同様後進の指導を担当している。アロウ沖船舶強襲事件において、その能力を活かし白煙号周囲に張られたシャーロットの結界を解いてみせたが、人間爆弾の爆発に巻き込まれて戦死する。ルルタの仮想臓腑内での最後の戦いにおいて、ハミュッツの「『本』食われ」によって召喚され、共に終章の獣と闘った。

#### 三級
ミレポック＝ファインデル
声 - 沢城みゆき
元グインベクス帝国の仕官候補生だった20歳前後の女性。通称「ミレポ」。在軍中マットアラストに気に入られてハミュッツに引き抜かれた。ノロティの指導役でもある。堅物ともいえるほどの真面目な仕事人間であり、休暇を取っただけで図書館内では戦慄が走るほど。ヴォルケンとは同期で、彼に好意を抱いている。
魔法権利はテレパシーによる思考共有。顔と名前がわかれば一度に多数の人間に、距離に関係なく使える。思考共有としては最上級レベルであるとともに、一定以上の戦闘能力を併せ持つ事から、武装司書としてはハミュッツ以上になくてはならない存在とされている。思考共有は通常送信しかできないが、相手も魔法権利を習得していれば送受信が可能（ハミュッツのようにそれができない人もいる）。
ミンス＝チェザイン
声 - 三宅健太
26歳の屈強な肉体を持つ男性。もとはイスモとよばれる街の盗賊だったが、イレイアに敗北してつかまり、ハミュッツによって強引に武装司書にされた。魔法権利は聖浄眼（人の心を観ること。どのような性格か、今怒っているのか悲しんでいるのか、嘘や隠し事があるか、などをすべて見抜く）。見た目に反して、前線で戦うよりもスパイの発見や尋問など後方支援に向いた人物。戦闘においては鉈のような剣を用いた肉弾戦を行う。
カチュア亡き後、「天国」の正体を聞かされ新たな楽園管理者に選ばれた。
ヴォルケン＝マクマーニ
声 - 中村悠一（幼少時：木村はるか）
20歳前後の男性。古風な武装司書の制服を常に着用するなど、武装司書であることに誇りを持つ、自他ともに厳しいながらも実直な青年。先代館長代行であるフォトナの養子で、彼をとりわけ敬愛している。自由自在に形状を決められる幻を作り出す魔法権利を生まれ持ち、その証である髪は若草色の髪を持つ。幻を自らの分身に変えて相手を撹乱しながら、鉄のリングに2本の小刀を仕込んだ専用の剣・『マクマーニの舞剣』を念動力によって宙を舞わせる事で、投擲武器や空中での足場として利用する身軽な戦法を行う。まだ若く三級ながらも実力・意識とも十分で、成長すれば館長代行まで上り詰めることが可能だと目されていた。しかしアロウ沖事件で白煙号を沈めたのはハミュッツであることを知り、その正義感から彼女に反旗を翻す。
武装司書は正義であると信じ続けてきたが、白煙号の件を自分以外の全員が知りながら黙認していたこと、神溺教団が武装司書の下部組織でありフォトナがそれを知りながら正義を語っていたことを知り絶望、その隙を突かれハミュッツに殺された。ルルタの仮想臓腑内での最後の戦いにおいて、ハミュッツの「『本』食われ」によって召喚され、共に闘った。アニメ版では原作とは違い、ハミュッツに武装司書の誇りを説き、決戦後には師であるビザクと共に誇りを抱きながら逝くという最期であった。
ルイモン＝マハトン
声 - 遠藤大智
若い男性で、身長193cm、体重110kgの巨漢。ノロティの指導教官でもあった。魔法権利は肉体強化、巨大な銃を扱い戦う。外見に反して穏やかな性格。
人間爆弾の自爆に巻き込まれ死亡。死後、『本』はザトウ＝ロンドホーンに強奪され彼に食われることとなり、仮想臓腑の中でザトウの意識を封じ込めた。
ユーリ＝ハムロー
声 - 佐藤利奈
ユキゾナとは2歳離れた実の妹。魔法権利は兄の病気を治療する事。ただし根本的な治療はできず、一時的な抑制のみに留まる為兄と離れて行動することはあまりなく、三級にも拘わらず天国の存在を知る者の一人である。戦闘時には拳銃を用いる。
ダルトム
声 - 岸尾だいすけ
トアット鉱山の管理を任されているオカマ。剣を用いた戦闘を得意とする。
裏の顔は神溺教団の擬人であり、カチュアの忠実な手足としてビザク、ノロティ、アーキットを殺害するも、達成後にその卑しい人格を嫌ったカチュアによって始末された。
テナ＝ターノ
新人の少女。おかっぱ頭。奇怪ともとれる言動が目立つ。

#### 見習い
ノロティ＝マルチェ
声 - 戸松遥
褐色肌の10代後半の少女。ポニーテールとへそ出しルックが特徴的。絶対に人を殺さないという信念を持っているため、殺さずに戦える方法を追求しており、両膝、両肘、拳に巻きつけた荒縄で打撃力を高めた素手での戦闘を行う。その信念から各地で「武装司書に向かない」と評され、本来後輩であるはずのミレポックに追い抜かれてしまう等成果は伸び悩み気味だが、その信念がエンリケ、そして武装司書そのものを救う事となる、最「優」の司書。武器を使わないながらも戦闘力そのものは高く、エンリケの特訓もあり三級武装司書なら軽く上回る実力の持ち主。
トアット鉱山における神溺教団のテロの阻止を命じられ、そこでアーキット＝クロマと出会う。武装司書を強く憎むアーキットを殺すことなく説得し、心を許されるようになるが、アーキットの憎悪を完成させるために神溺教団に寝返ったダルトムに殺されてしまう。『本』はラスコールによってエンリケに届けられ、さらにエンリケの手でアーキットに伝えられ、彼女の思いは武装司書を救った。ルルタの仮想臓腑内での最後の戦いにおいて、ハミュッツの「『本』食われ」によって召喚され、終章の獣相手に激戦を繰り広げる。
リズリー＝カロン
声 - 阿部敦
小柄な18歳の少年。監督はキャサリロ。まだ見習いながらも実力は十分で、蒼淵呪病の大乱から1年後には武装司書に昇格している。レイピアから衝撃波を飛ばす魔法権利を持つ。料理と園芸が得意。
ヤンクゥ＝クイン
15歳の少年。ノロティとは同村出身で、彼女への憧れから司書を目指すようになった。泥を操る魔法権利を持っている。ノロティが武装司書を目指して村を離れてからは彼が村を支えている。血は繋がっていないが、マニ＝リッカーという9歳の妹がいる。

#### 引退・死亡
フォトナ＝バードギャモン
声 - 古澤徹
先代館長代行。10代後半の青年の顔立ちをしているが実年齢は40代。ハミュッツに代行の座を譲って以降、行方不明だったが、現在は虚構抹消杯アーガックスにより武装司書であった頃の記憶を捨て去り、郵便配達員（一般人）として生活している。厳格な性格だが記憶改変後は人当たりのいい顔をしている。
自身の「確信」をもった想念を現実に具現化する、夢想侵略（むそうしんりゃく）という魔法権利を持ち、これにより「切った」という確信だけで実際に切らずとも対象を切断するなど、対象の防御力などを無視した戦闘を行う。
マキア＝デキシアート
声 - てらそままさき
ハミュッツの3代前の館長代行でカチュアが武装司書であった頃の同期。若い頃はスペードの形をした眼帯が特徴の、飄々とした伊達男で、卓越した身体能力と念動力を込めた強力な斬撃を得意としていた。また、周囲には隠しているが予知能力を持ち、本人はこの力を自分の最高の能力だと自負していた。しかし、仕事もほぼ人任せだった事から周囲からの評価は芳しくなかった。
人任せにしていた本当の理由は、自分の前の館長代行をルルタに殺された事に起因する。ルルタを憎み、かつ確実に殺す方法を探すため、ルルタの事を徹底的に調べ上げていた。そんな中ルルタに「自分を殺して欲しい」と依頼を受けた事から、代行の任から退き研究施設を設立。禁断の魔術「魂の改造」を研究・習得した後、生来の魔法権利から目を付けたハミュッツとチャコリーを生後間もないうちに誘拐、戦闘や魔法を叩き込んだ末に脳と魂を改造、ルルタを殺すためだけの道具へと育て上げた。そのためにハミュッツから憎悪される。後にチャコリーとハミュッツはマキアが病死するままに放置、ルルタを倒すために研究所跡を去り今に至る。
アニメ版では、研究施設はハミュッツの手で壊滅させられ、最後は使命を果たせなかったチャコリーの面倒を見るため、土砂運びとして過ごした末に死亡。『本』はラスコールの手によってハミュッツに届けられている。
ハイザ＝ミーケン
声 - 宮坂俊蔵
二級武装司書の男性。長いこと勤めていたが実力はさほど高くない。グインベクス帝国軍と癒着した罪により処断された。フィーキーが見習いであったころの監督でもある。

### 過去神島の住民
エンリケ＝ビスハイル
声 - 野島裕史
雷撃と超回復能力の魔法権利を操る、透明な髪を持つ長身の男性。生前は「最強の怪物」を作ろうとしたガンバンゼルに集められた「肉」の少年で、雷撃の魔法権利を持っていたが、最期はザトウに殺害された後『本』として食われた。しかし、逆に仮想臓腑の中からザトウの意識に干渉してザトウの肉体を乗っ取り、最終的に心を通わせたノロティと仮想臓腑の中の修行仲間やルイモンの助けによって、ザトウの意識が封印されエンリケとして甦った。なお上記の透明な髪をはじめとした外見はザトウのもので、生前は黒い短髪に三白眼の少年だった。後に数年を経て身体が主人格となった魂に合わせて変質を遂げ、頭髪を除き本来のエンリケの容姿に近づきつつある。
ガンバンゼルに集められる前に出逢ったレーリアに影響を受け、「笑える」ようになろうと願うようになり、それを叶えてくれたノロティへの恩返しのため過去神島に留まり、図書館の非正規職員として武装司書に力を貸すようになる。ザトウの身体を得てからもなお仮想臓腑に秘められた能力を引き出し続ける（超回復能力は後述する修行仲間の少年カヤスの魔法権利）など、非常に高い魔術の才能を秘めており、武装司書ではないもののマットアラストと互角の戦闘能力を持つ。ノロティの死後は生気を失い放浪するも、ノロティや「肉」だった仲間の仇である天国への復讐を決意、オリビアから「菫色の願い」を受け継ぎ打倒天国のために暗躍する。
オリビア＝リットレット
声 - 大原さやか
神溺教団の「肉」だった美女。ウインケニーらの手でモッカニアの母・レナスの人格を植えつけられた状態で過去神島に連れてこられ、その後本来の人格が甦り、自らの望みを果たすためヴォルケンやエンリケに協力する。男性のような口調で口が悪いが、狡猾な策略と強い意志を併せ持つ。幼い頃「肉」にされる前、自分を教団から守ってくれたベンド＝ルガーの1体と友情を築いた事から、彼から「菫色の願い」を受け継いだ者でもあり、それによりハミュッツに狙われる。
幼少時、神溺教団の擬人に捕らわれ「肉」の一員となる。しかしその飛びぬけた容姿から、神溺教団の真人・シャーロットに拾われ、教団に奪われた記憶を取り戻そうと願い、自転人形ユックユックと周りの「肉」を利用して魔術を学んでいた。後に計画を知られてシャーロットともに再度記憶を消され、ウインケニーの手によってレナスに仕立て上げられる事となるも、過去神島で暮らすうちにオリビアの人格を取り戻し、ハミュッツの追跡を受けながらもヴォルケンの協力の下ユックユックに秘められた「教団の「肉」達に愛の記憶を取り戻す」魔法権利を発動させ、教団の瓦解の中心的な役割を担った。その後は記憶を取り戻したシャーロットの手でハミュッツの追跡を逃れ、天国の打倒を願うエンリケに「菫色の願い」を受け継がせた後、入念な下準備の基ミレポックを騙してアーガックスの水を飲み計画の総てを忘却した。
レナス＝フルール
声 - 大原さやか
ウインケニーの手配でオリビアに植えつけられた、モッカニアの実母・レナスの人格を忠実にコピーした別人格。ウインケニーの計画により教団の思想や予備知識などは植えつけられておらず、暴力を嫌うおしとやかな性格。
モッカニアに武装司書への反乱を行わせるキーパーソンとして、視力と歩行能力を一時的に奪われた状態で過去神島に連れて来られる。自身をモッカニアの母であると信じ込んでいたが、偶然図書館迷宮でモッカニアが保管していたレナスの『本』を読んでしまった事で真実を知り、モッカニアを止める。その後は平穏に生活していたが、オリビアの人格が甦り2人の人格が混在し始める状態となり、オリビアに理解を示していたために彼女に人格を支配されることを了承した。

### 神溺教団

#### 楽園管理者・真人
カチュア＝ビーインハス
声 - 大木民夫
神溺教団の総帥である楽園管理者。薄緑色の頭髪の、小柄・痩身の老人。元は一級武装司書だったが、マキアの館長代行就任と同時に楽園管理者に就任、それから積極的に神溺教団の勢力を拡大していき、反乱を起こして武装司書に取ってかわろうと目論んだ。「人の認識を操作する」魔法権利を生まれ持ち、その証である針葉樹色の髪を持つ。普段は自分を「単なる1人の男」として認識させる事で自分の存在を隠蔽しており、必要時には自分を「全くの他者」として認識させる事で変装も可能となる他、戦闘時には自分の位置を錯覚させる事による頭脳戦を行う。
この世の総てに不満を持ち、自分以外の存在をどうとも思わない歪んだ人格の持ち主で、成長するに従って「絶対的な「神」による支配体制の社会を作る」という野心を持つようになり、そのために武装司書となった珍しい人物。同僚だったマキアとともにルルタの絶対的な力を目の当たりにした事で彼に心酔し、武装司書を排除してルルタを自分の理想である「神」とした世界を作ろうと、神溺教団を自らの私兵として勢力を拡大していった。彼の計画は途中でベンド＝ルガーを見たハミュッツにのみ見破られる事となったが、その上で被殺願望を持つ彼女の挑戦とも言うべき黙認を受けている。
最終的に蒼淵呪病にアーキットの憎しみを移植することで武装司書を壊滅寸前まで追い込んだが、エンリケの落雷を受けて死亡し、蒼淵呪病も彼が届けたノロティの『本』によって解除されてしまう。
　　尚、楽園管理者は真人ではなく、擬人として扱われる。
シガル＝クルケッサ
声 - 置鮎龍太郎
神溺教団の真人。人間爆弾を生んだ人物の一人でもある。金を集めることに執着している。自身が幸福になることを第一と考え、自身以外の者が幸福になることを許さない、極端なまでに利己的な男。
シロン＝ブーヤコーニッシュの『本』に遺された予知から、人間爆弾、龍骸咳と呼ばれる伝染病、そして台風を利用した作戦を立て、ハミュッツの戦闘能力を制限、常笑いの魔刀シュラムッフェンを構えハミュッツと対峙する。作戦の成功によって優位に戦闘を展開するが、シロンの予知によって戦う決意とただ一瞬の勝利の可能性を見出したコリオに致命傷を負わされ、最期はハミュッツの一撃により死亡した。
ガンバンゼル＝グロフ
声 - 納谷六朗
神溺教団の真人の老人。年老いるまでは普通の人生を送ってきたが、偶然目撃したハミュッツの圧倒的な戦闘能力に魅了され、秘められた破壊願望をカチュアに認められて入信した。自称博愛主義者。
破壊願望を満たすため「最強の怪物」を作ることに執着、「肉」を集めて魔法権利を習得させ、『本』食いの能力者・ザトウに彼らの本を食わせ多くの魔法を扱えるようにする事で望みを果たそうとした。最期はハミュッツに殺される。
アニメ版ではエンリケに殺され、幸福のうちに『本』となってルルタに捧げられる。

#### 擬人
ウインケニー＝ビゼ
声 - 野島健児
神溺教団の擬人。丸眼鏡の痩躯な体をした男性。子供の頃、母親（声 - 安芸けい子）に従って入信した。強力な武装司書になると予知されたモッカニアの天敵となるべく修行をした。しかし結果、得られた魔法権利は自分の体を石油に変える魔法のみだった。ゆえに役立たずのレッテルを貼られている。現在は表の顔として新聞記者を務めつつ、神溺教団の連絡員として活動している。
モッカニアを操り、反乱を起こさせるために彼の全てを調べ上げた。結果的にモッカニアを裏切らせることに成功したが、ハミュッツを殺すことは失敗した。
アルメ＝ノートン
声 - 平田宏美
シガルの部下で、シガルを慕う20歳前後の女性。短髪の赤い髪、赤い肌を持つ。ハミュッツほど広域ではないが、触覚糸が使える。ヴァイオリンを弾くのが上手い。錆びた剣を打撃武器として使う。通称「赤錆の女」。
シガルに仕え、彼からも絶大な信頼を得ていた。しかしシガルに仕える自分は幸福であるという発言から、見捨てられてしまう。捨てられた後も彼を慕っていたが、捨てられた理由を理解出来ずにいた。そしてシガルが亡くなり、彼を殺した者への復讐としてラスコール＝オセロを付け狙う中でミレポックと出会う。互いに共感しあうが戦いは避けられず、ミレポックとマットアラストに敗れて死亡。
ザトウ＝ロンドホーン
声 - 浜田賢二
身長185cmほどの透明な頭髪の男性。珍しいと言われている本喰いで、沼の仮想臓腑も持つ。ガンバンゼルの元で多くの『本』を食べ、多くの魔法権利を得て「怪物」となり、バントーラ図書館を奇襲する。
エンリケの『本』も食べ、彼の魔法権利を持つ。しかしたまたま触れたクモラの『本』がエンリケの人格を呼び出すきっかけとなり、一時的ながらもエンリケに人格を支配される。後に人格を取り戻すが、ルイモンやカヤスなどにより自身の仮想臓腑内に押さえ込まれ、エンリケに完全に支配された。
ロコロ＝ボバッツ
神溺教団の擬人（戦士）の男性。それなりの戦闘力を持つが、軽薄で思慮浅い面があり、団員からは軽蔑されている。
ウインケニーにモッカニアを裏切らせる作戦を詳しく聞かされておらず、ドジを踏みモッカニアに殺される。
シャーロット
声 - 楠見尚己
神溺教団の擬人。小太りの男性。転送の魔法権利を持ち教団内でも高位にいた。「肉」であったオリビア＝リットレットに目をつけ、自分のそばに置いていた。その後、オリビアの件で失態を犯した罰として「肉」へと降格した。
ボラモット＝メイフ
声 - 岩崎正寛
ガンバンゼルの部下である擬人の男性。身に纏う布を操る魔法権利を持つ。「最強の怪物」を作るために集めた少年たちの監督をしている。アルメやウインケニーの教官を務めていたこともある。エンリケに殺された。
ザッキー＝マイロン
声 - 坂巻学
神溺教団の擬人。パーニィに仕え、彼女に忠実な男性。山猫のごとく敵に飛び掛り殺害する。
オルト＝ゴーラ
声 - 菊本平
神溺教団の擬人。ザッキー同様、パーニィに仕える老人の男性。
ラティ＝マルグンド
声 - 牧口真幸
慈善団体「マルグンド人類進歩財団」の代表理事の女性。以前はパーニィの付き人をしていた。
アニメ版では楽園管理者に就いたミンスの付き人。

#### 肉・兵器
コリオ＝トニス
声 - 入野自由
武装司書ハミュッツ＝メセタを殺すために派遣された人間爆弾の少年。ハミュッツ殺害以外の事柄には関心が無く、ひどく無愛想な性格。しかしハミュッツを探す途中、『猫色の姫の本』を見つけたことで、彼の運命や考え方は大きく変わる。15歳前後で、猫背。
レーリア＝ブックワット
声 - 遠藤大輔
ハミュッツを殺すために派遣された人間爆弾の少年。20歳前後。人間爆弾でありながら、記憶や人格を残している。そのためか、人間爆弾の中でリーダー的な位置づけにある。過去にエンリケやクモラと出会い、彼らに影響を与えた。シガルを殺害しようと自身の胸の爆弾を爆発させ、死亡。
ヒョウエ＝ジャンフス
声 - 江口拓也
ハミュッツを殺すために派遣された人間爆弾の少年。常に顔色が悪い。17歳前後。爆弾を埋め込んだ傷が癒えず、体の不調を訴えていた。その後、暴発により死亡。
ベンド＝ルガー
神溺教団に作られた兵器。鉛の体を持つ。元は神溺教団に属していた人間であり、魔術で動く自動人形とするべく動力回路を脳に埋め込まれた改造人間。なお、ベンド＝ルガー1個体の名前ではなく、あくまで兵器の名前。思考共有されて思考は1つだが本体は何体も存在する。元はカチュアが対武装司書用に開発した物である。
カヤス
声 - 宮崎寛務
ガンバンゼルが「最強の怪物」を作るために集めた少年たちの1人で、リーダー格。超回復の魔法権利を持つ。ボラモットに殺害され死亡。死後、ザトウに『本』を食われるものの、ルイモンとともに仮想臓腑内にザトウを押さえ込む。つまり現在のエンリケの超回復は彼のものである。
ロンケニー
声 - 井口祐一
ガンバンゼルが「最強の怪物」を作るために集めた少年たちの1人。炎を生成する魔法権利を持つ。エンリケに敗れ死亡。死後、ザトウに『本』を食われる。
ササリ
声 - 宮坂俊蔵
ガンバンゼルが「最強の怪物」を作るために集めた少年たちの1人。水を操る魔法権利を持つ。人一倍、エンリケを嫌悪していた。エンリケとほぼ互角であったが敗れ死亡。死後、ザトウに『本』を食われる。
クモラ
声 - 後藤沙緒里
ガンバンゼルが「最強の怪物」を作るために集めた少年たちの世話係の少女。17歳前後で、小柄。過去にレーリアと出会い、人を助けたいと思うようになる。
エンリケを「殺し好きな人物」と思い、恐れており、彼に関わろうとしないようにしていた。しかしエンリケの本心を聞き、戸惑いながらも彼を許した。その思いは届くことなく、エンリケに殺害され死亡するが、死後、『本』はガンバンゼルの元へと渡り、後にザトウが偶然にも触れることとなる。

#### 元・真人
シロン＝ブーヤコーニッシュ
声 - 川澄綾子
神溺教団の真人。約250年前の人間で、コリオ＝トニスが見つけた『本』の少女。通称「常笑いの魔女」。三毛猫のようなまだら色の髪を持つ18歳。コリオからは「三毛猫色の姫様」、略して「猫色の姫様」と呼ばれている。空前絶後の予知能力者であり、1000年先の予言を可能とする。
チャコリー＝ココット
声 - 野中藍
ハミュッツの2歳下の友人で、妹的存在。褐色の肌と、菫のような紫色の頭髪に前髪の一房だけが白髪なのが特徴。他者の心を読み取り、自身の考えを強制的に植えつけることのできる魔法権利・『心魂共有』を生まれつき持ち、菫色の髪はその証。魔法権利の譲渡も習得している。
生まれ持った魔法権利からマキアに目を付けられ、幼少期にハミュッツとともに誘拐され、ルルタを殺すための「道具」として育てられた。そのためルルタには異常ともいえるほどの執着心を抱いており、教団に所属しながらもルルタ＝天国を滅ぼそうとした事から、『菫の咎人』と呼ばれ武装司書と神溺教団の両方から追われる身となる。結果的にルルタを殺す事には失敗したが、同時になすべき事がルルタを「救う」事と知り、その「菫色の願い」を教団で知り合ったベンド＝ルガーに引き継いでいる。
原作では物語開始前にハミュッツに発見され殺されているが、アニメではハミュッツの「死より重い罰」としてあえて生かされ、マキアの庇護を受け廃人同然で生きている。
パーニィ＝パールマンタ
声 - 林真里花
神溺教団の真人で、かつて人気を博した女優。本名リサ＝パニス、23歳。突然何者かにより斬殺された。故人。
唯一の友人・メルと2人暮らしで、長いこと無名の女優であったが、女優業を諦めかけていた頃に神溺教団に目をつけられた。神溺教団により人気女優へと仕立て上げられ、幸福を手に入れる。しかしラスコールの存在を知り、会いたいと思うようになる。ラスコールを追うことは許されていないため、密かに探り始めるものの神溺教団に気付かれ、殺害された。

### 楽園時代の人物
ルルタ＝クーザンクーナ
声 - 櫻井孝宏
バントーラ図書館二代目館長を務める、砂漠の仮想臓腑を持つ「『本』食い」の能力者であり、神溺教団の言う「天国」の正体。楽園時代、終章の獣に対抗するべく10万人もの戦士の『本』を捧げられたことで、肉体強化、超回復、思考共有、様々な魔法攻撃といった基本的な魔法から、樹木への変身による不老不死、シュラムッフェンよりも完全な因果抹消攻撃などの強力な魔法まで、膨大な数の魔法権利を獲得した無敵の存在。普段は図書館の地下迷宮にある第2封印書庫にて、樹木に変身した状態で佇んでいる。
猫色の髪を持つ予知能力者の予言から、「終章の獣から世界を救う英雄」という宿命を背負いながら生まれ、その責任感と恐怖心とのジレンマに自殺を考えるほど苦しんでいたが、それを理解したニーニウによって救われ、やがて愛し合ったニーニウを守ろうという意志によって恐怖心を克服した。しかしヴーエキサルの暗躍によって虚構抹消杯アーガックスの水を飲まされニーニウの事を忘却、ニーニウの変身した『虚無色の髪の石像』を打ち倒してしまう結果となり、残されたニーニウの『本』に触れて記憶を取り戻し世界に絶望、ニーニウの『本』を食う事でオルントーラの力を手に入れ彼自身が終章の獣を操る魔王となった。その後は仮想臓腑の中のニーニウの「滅びの意思」を鎮めるため、幸福に満ちた『本』から記憶を抽出してニーニウに与えることを思いつき、『本』を得るためにバントーラ図書館を牛耳り神溺教団を作らせ、2000年に渡る両組織による悲劇の元凶となった。
ニーニウ
声 - 能登麻美子
楽園時代の人間。苦しむ人々の心の声を感じ取り、癒しの歌によってその人物を救う「歌い人」と呼ばれる10代後半の少女。三つ編みにした長い金髪に、前髪の一房だけが赤紫色をしている。かつてルルタの心の叫びを感じ取り、彼と深く愛し合うようになったが、それを嫌ったヴーエキサルによって暗殺されてしまい、深い絶望から未来神オルントーラと同化し『虚無色の髪の石像』へと変化、終章の獣を操り世界を滅ぼす『滅びの意思』そのものとなってしまう。世界を滅ぼそうとするもルルタに敗北し再度死亡、残された『本』は全ての真実を知ったルルタによって食われ、これにより『虚無色の髪の石像』としての機能は全てルルタへと受け継がれた。
ヴーエキサル＝メリオト
声 - 青山穣
楽園時代のメリオト国王。ルルタから絶大な信頼を得ており、彼自身もルルタを崇拝している。ニーニウ殺害後、ルルタに虚構抹消杯アーガックスを飲ませ、ニーニウの存在を消し去る。しかしニーニウの記憶を思い出し、激昂したルルタに殺害される。
ヒハク＝ヤンモ
楽園時代の人間。兵士で、30代の痩せた男性。カーロイという7歳の息子と2人暮らし。体を樹木に変える魔法権利を持つ。死後、その『本』はルルタに食べられ、ルルタがその魔法権利を手に入れる。そのお陰で2000年近くもの間、彼は生き続けている。
ミエナ＝ヤンモ
楽園時代の人間。ヒハクの妻。魔法権利は針使い。故人。

### その他の主要人物
ラスコール＝オセロ
声 - 川久保潔（老人姿）、中津川南美（少女姿）
500年以上前から世界中を暗躍し、追憶の戦器『過ぎ去りし石剣ヨル』の力で死人の魂を一瞬のうちに『本』に変え、人から人へと受け継がせていく謎の『本』屋。特定の人物の『本』を読む事で何らかの行動を起こすであろう人間に『本』を読ませる事で、本編で起こる大半の出来事の仕掛け人となっている存在。
その正体は石剣ヨルそのものであり、石剣の持ち主となっている人間はあくまで石剣に操られた死体に過ぎず、そのため登場するごとに老人、少女といった様々な外見で現れている。館長代行、楽園管理者の双方と接触し、双方から存在を秘匿されているが、ラスコール自身は武装司書、神溺教団といった勢力に加わる事はなく、石剣に込められた『人々の紡ぐ物語の続きを観る』という強い欲求を行動原理としている。
アーキット＝クロマ
声 - 釘宮理恵
武装司書嫌いの10歳前後の少年。かつてモッカニアが巻き込んでしまった少年楽団員の生き残りで、そのことで武装司書を強く憎んでいる。そして、その憎悪をカチュアに利用され蒼淵呪病を用いた計画に使われようとする。しかし、ノロティと出会い彼女に心を許す。それを見て、カチュアは裏切り者のダルトムを使ってノロティを殺し、アーキットにより深い憎しみを抱かせることに成功する。
その後、鬱黒蜥蜴に魂を移植され、蒼淵呪病の病原に変えられる。しかし、エンリケによって届けられたノロティの『本』を読み、憎むことを止め、蒼淵呪病は消滅する。
イア＝ミラ
声 - 吉田聖子
トアット鉱山街に住む売春婦。カートヘロ＝マッシェアの恋人で、彼より1歳下。カートヘロが亡くなり、気落ちしていたところ、コリオと出会う。その後、神溺教団により竜骸咳に感染させられてしまう。
カートヘロ＝マッシェア
声 - 中田隼人
トアット鉱山街に住む男性。イアの恋人。三毛ボンという名前の三毛猫を飼っている。パンを売り、生活している。ヒョウエの爆破に巻き込まれ、死亡。シロンの『本』を所持しており、イアとともに『本』の中の彼女に呼びかけていた。

## 作中の大きな事件
アロウ沖船舶強襲事件（アロウおきせんぱくきょうしゅうじけん）
イスモ共和国東岸の北方辺境にほど近い海・アロウ湾にて、擬人達と大量の人間爆弾を含めた「肉」が搭乗する神溺教団の船・白煙号（はくえんごう）を、ハミュッツ率いる武装司書が強襲した事件。二級武装司書・キャスマが人間爆弾の奇襲により戦死しながらも、擬人らは武装司書の手で全滅し制圧が完了。その後は「肉」の救助が行われる手はずだったが、ベンド＝ルガーの意志を継ぐ存在・オリビア＝リットレットの存在を知ったハミュッツによって、船は「肉」達もろとも沈められてしまった。
武装司書とカチュア率いる神溺教団の戦争の幕開けとなった事件であり、シロン＝ブーヤコーニッシュの『本』の一部と龍骸咳の病原体、そして自転人形ユックユックなどの数々の物品が発見され、後に起こる様々な事件を示唆する出来事となった。
龍骸咳事件（りゅうがいぜきじけん）
神溺教団の真人・シガル＝クルケッサが伝染病の蔓延を計画した事件。未遂。
致死性・感染力が高い伝染病である龍骸咳の病原体とその治療法を手に入れたシガルが、龍骸咳を蔓延させた上で治療薬を独占販売することで巨万の富を得ようと画策した。武装司書の介入を避けるための作戦としてハミュッツ＝メセタをおびき寄せて殺害しようと計画していたが失敗、首謀者であるシガルは死亡。
武装司書が龍骸咳の治療法を手に入れたため、若干の感染者は出たものの大きな被害や混乱はないまま事件は未遂に終わった。
怪物事件（かいぶつじけん）
神溺教団の真人・ガンバンゼル＝グロフが計画した、「怪物」・ザトウ＝ロンドホーンによって図書館が襲撃された事件。
モッカニアの反乱（モッカニアのはんらん）
神溺教団の擬人ウィンケニー＝ビゼがモッカニア＝フルールを裏切らせ、バントーラ図書館を攻撃した事件。
蒼淵呪病の大乱（そうえんじゅびょうのたいらん）
神溺教団の楽園管理者カチュア＝ビーインハスが、改造した蒼淵呪病によって世界中の人々に武装司書を敵視させ、バントーラ図書館を壊滅させようと計画した事件。
バントーラ図書館の終焉（バントーラとしょかんのしゅうえん）
突如バントーラ図書館館長・ルルタが「世界を滅ぼす」と宣言。「涙なき結末の力」によって図書館を含む全世界の人間を眠らせる。わずかに残った数人がルルタと戦い、同時にルルタの仮想臓腑の中でルルタに食われた『本』の人物がルルタを止めるために行動する。
戦いの中でバントーラ図書館の来歴が全世界に対して公表され建物も倒壊してしまったため、バントーラ図書館は再建されることなく消滅。『本』を収集、保管する業務は別の団体へ引き継がれた。

## 用語

### 「本」およびバントーラ図書館関連
『本』（ほん）
死んだ人間から魂だけが抽出され結晶となったもの。大抵は人の手のひらにちょうど乗るくらいの大きさの、半透明の石版である。なお、紙に書かれた通常の書籍も本と呼ばれるが、こちらの『本』とは無論意味合いが異なる。
基本的には、人が死んだ後魂が地中にある魂抱玄岩と呼ばれる黒く柔らかい岩に吸い寄せられ、長い時間をかけて『本』へと変わるもの。そのため地中から掘り出されるものであり、巨大な掘削機などを設置した鉱山において発掘される。『本』にはその人間の生涯が記録されており、素手で触れることによって、『本』の人物の生涯を追体験することができる。落とす等して破砕し欠片になってしまった場合は、欠片からはその一部しか追体験ができず、仮に全て集めても元の情報が戻りきることはない。
原則としてバントーラ図書館に納めることになっているが、個人所有の物も多数存在する。武装司書によって『本』の売買は禁じられているが、有名人や美人の『本』を売買する組織も存在する。なお過去神バントーラと、追憶の戦器の1つ・過ぎ去りし石剣ヨルのみが、魂を一瞬にして『本』に変えることが可能。
神立バントーラ図書館
大央洋に浮かぶバントーラ過去神島に建つ、世界最古の図書館。通常の図書館司書と同様の一般司書と、最強の戦闘集団・武装司書によって運営され、掘り出された『本』を総て収め管理するための図書館であり、世界各国の調停機関としての役割も果たす。過去神バントーラによって建造され、彼が館長を務めていることになっているが、あくまで便宜上の物であり、実質的な最高責任者は武装司書から選任される館長代行である。現在の館長代行はハミュッツ＝メセタ。
大きく分けて、地上部の大冥門と地下に設けられた5層の大迷宮に存在する、6つの書庫で構成されており、最も地上に近い第六書庫までは一般司書でも管理可能だが、それ以降の図書迷宮には衛獣が存在する事から、武装司書でなければ管理できない。図書館の『本』は一般にも開放されており、故人との思い出のため、研究として当時の歴史を知るため、盗賊や大富豪の隠し財産のためなど、さまざまな理由で貸し出しが行われている。しかし図書館外への持ち出しは禁じられており、破損した場合は罪になるなど厳しいルールがある。
最高権力者である館長代行は、武装司書の中から先代の館長代行の指名と他の武装司書の信任によって決定される。館長代行の持つ権力のわりに、館長代行の座を巡る権力闘争などはほとんど起きない。館長代行にふさわしいレベルの武装司書はたいてい権力や名誉に関心が薄いことが原因である。
楽園時代の終わりにバントーラは管理を放棄しており、現在の本当の館長はルルタ＝クーザンクーナである。現行の図書館の目的は、幸福を欲するルルタに捧げるための『本』を集めること。バントーラが館長であるという体裁を守るため、ルルタの存在は代行クラスのごく一部の武装司書のみが知る機密事項となっている。
武装司書（ぶそうししょ）
バントーラ図書館で『本』の配架と貸与の管理をする人。盗まれた『本』の捜索、凶悪犯罪の捜査、戦争の調停なども行うため、図書館以外にも全世界に配属されている国境を越えた戦闘集団。ただし、いずれも犯罪や戦争によって図書館や『本』に被害が及ばない事が第一目的。制服は存在するが、いつ戦いになるか分からない事から普段着での業務・訓練が定着しており、着用しているのはヴォルケン程度である。
業務内容上強くなければ務まらないために、基本的にこの世界で最も強い集団とされる。逆に強ければ人格、出自、経歴などは問われないが、各々が必ず魔法権利を獲得しているのが特徴。武装司書専門の養成学校も存在する。武装司書に就任する最低条件は、図書迷宮の第五封印迷宮を単独で出入り可能になることであり、それだけの実力が認められれば指導教官の許可の下就任できる。なお彼らの階級は、下から三～一級まで、そして最高権力者である館長代行の4段階に分かれており、三級武装司書からある程度の経験と能力を認められた者は二級武装司書となり、図書迷宮の第二封印迷宮を単独で踏破する（手段は問わない）事で、館長代行候補である一級武装司書に就任できる。
過去神バントーラより『本』の管理を命じられた集団とし、また、その仕事内容などから民衆からの人気も高い。しかし、その起源は、逆らう者たちは容赦なく皆殺しにしてきたルルタの従者たちであり、バントーラと直接の関連は無い。真の館長であるルルタに幸福な『本』を捧げるため、初代館長代行であるマスライが、改革によって民衆の支持を取り付けると共に、バントーラより信託された存在であると偽る。
封印迷宮（ふういんめいきゅう）
バントーラ図書館地下に存在する5層の大迷宮。図書館の書庫であり、貴重であったり一般に公開できない内容の『本』が納められている。
最下層に行くほど、重要性・危険性の高い『本』が収められていく。迷宮内部には武装司書、一般人、目的問わず侵入者を無差別に攻撃する衛獣がおり、奥に行くほど強く、また迷宮自体も複雑になっていく事から、衛獣を倒せるほどの強さを持つ武装司書でなければ管理できない。1番浅い第五封印迷宮を単独で出入り可能になることが武装司書の最低条件で、第二封印迷宮を単独で踏破する事で、一級武装司書に就任できる。最深部である第一封印書庫は、因果抹消能力による結界に守られており、バントーラとラスコール以外は入ることができないため、事実上は4段階。館長代行かそれに準じた人物であれば、迷宮の封鎖をバントーラに申請することもできる。
第二封印書庫には真の館長であるルルタがおり、衛獣（終章の獣）は彼を守っている（詳しくは終章の獣を参照）。

### 神溺教団関連
神溺教団（しんでききょうだん）
謎の多い宗教団体。その教義により、国家・世界規模の事件を起こすことがあるため、武装司書に幾度となく壊滅させられてきた。物語における敵集団。最高指導者は総帥もしくは楽園管理者と呼ばれる。現在の楽園管理者はカチュア＝ビーインハス。
「人が幸福であれば、神も幸福である。ゆえに人が幸福であるためには何をしてもよい」を教義とする宗教（この場合における「人」とは真人を指す）。真人の『本』は天国へ行き永遠の幸福を味わい、また真人を助けたと認められた者の『本』も天国へ行くと信じられている。結果として、大事件を引き起こしたり（特に「肉」と呼ばれる人に対する）非人道的な扱いを行うため、武装司書によって壊滅させられてきたが、なぜか存続し続けている。そのような性質のため、神溺教団の名を許可なく知っているだけで死刑に相当する罪となる。
その正体は、天国ことルルタに捧げる幸いなる人の『本』を作りだすことを目的とする武装司書の下部組織。楽園管理者は代々武装司書から選ばれている。ただし、このことを知るのは館長代行と一部の者のみであり、天国の正体も含め、信者ですらこのことはほとんど知らない。
元々は邪教扱いでは無かったが、ある真人が調子に乗って暴走したため、やむなく粛清される。その後、その真人は神溺教団という邪教の一員であるとされ、表向きは秘匿扱いされることとなる。その後の教団と武装司書との戦いは、真人の暴走によって引き起こされてきた。
神溺教団における階級
真人（しんじん）
神溺教団における階級。建前上は最高階級。
「本当の人間」の意で、自分の幸福の形を明確に持ちそれの実現に対して一切躊躇しないことを条件とする。その性質ゆえに、しばしば目的達成のために暴走することがある。
真人はあくまで、その幸福を持って天国（ルルタ）を満たすための存在に過ぎず、もし幸福を見失えば教団によって粛清される。実際には擬人に管理されている存在に過ぎない。
擬人（ぎじん）
神溺教団における階級。
「人間の格好をしているだけの人間ではないもの」の意で、真人の望みを叶え、真人のために尽くすことが存在意義とされる。一見すると真人に使役される存在であるが、真人の存在意義からわかるように、実際には教団を取り仕切る階級。
肉（にく）
神溺教団における階級。
最下級の者たちで、人間扱いすらされない。基本的には真人の都合によって人体実験や自爆テロなどを命じられる階級。ほぼ家畜扱い。外部から誘拐されたり、真人から「肉」にされるように命じられた人であり、その際には記憶や感情を抹消される。
天国（てんごく）
神溺教団の教義における真人の『本』が行く場所。その正体は本喰いの能力を持つルルタ＝クーザンクーナ。
蒼淵呪病（そうえんじゅびょう）
楽園管理者カチュアの切り札。魂に感染する病気。
かかると絶望に囚われて死ぬと言う強力な病気。感染者が「蒼い。蒼い。」とつぶやきながら死ぬためにこの名がついた。さらに爆発的な感染力も持ち、病人の息を吸うだけで一瞬で感染する。大元の病原菌は鬱黒蜥蜴と呼ばれる人造生物の体内で生み出される。治療法は一切ないが予防薬は存在する。
神溺教団は、死者の『本』を鬱黒蜥蜴に触れさせ、死者の感情を感染者に同調させるように改造した。この改造した蒼淵呪病を全世界に対して広げ、武装司書を憎悪して死んだアーキットの魂を鬱黒蜥蜴に移植することで、世界中の人々に武装司書に対する憎悪を抱かせることに成功する。

### 魔法・能力
魔法権利（まほうけんり）
この世界の人間が使う物理法則（世界の法則）を無視した力。いわゆる魔法。雷を生み出す、未来を予知する、特定の動物を操る、など人それぞれに違った魔法権利を獲得していることが多い。
魔術審議と呼ばれる儀式を反復することで習得できる。基本的に魔法権利を獲得したら、より強力に、精密に、長時間使えるように強化していくのが普通であり、何種類もの魔法権利を獲得している人間はほとんどない。武装司書のように魔法を使って戦う者は、身体・肉体強化、念動力、触覚糸といった簡単なもの、特に肉体強化の魔法権利は必ず習得しており、そこにプラスして各々が固有の魔法権利を習得している。逆に、身体・肉体強化以外の魔法権利を獲得せずに、剣・銃・格闘技のみで戦うものも珍しくない。
稀に生まれつき魔法権利を獲得している者もいる。そういう人物は髪の色に特徴があり、猫色の髪は予知、若草色の髪は幻を作る、菫色の髪は心魂共有、透明な髪は『本』食い、闇色の髪は『本』食われの能力の証である。
魔法権利は（回数制限などはつくが）譲渡も可能。しかし、魔法権利の譲渡まで獲得できるものは少ない。
魔術審議（まじゅつしんぎ）
魔法を習得するための儀式。強い意志によって自身の中にあるこの世の理＝常識から脱却する事で、この世の理から外れた術＝魔法を習得する。常に精神が混沌に触れる危険が伴うため、混沌に触れた時に引き戻す役目の監視人が立ち会う。
基本的に誰でもできるが、年齢制限のようなものがあり、13歳になる前に始めると精神に異常をきたす可能性が高く、20代前半を過ぎてしまうと常識や諦観が邪魔をして魔法権利を獲得できない。
未来予知
文字通り未来を予知することができる魔法権利。天気予報にも使用される。後天的に獲得した者としてはマットアラスト、先天的に獲得している者に関してはシロンが確認されており、先天的な未来予知能力を持つ者は、三毛猫のようなまだら模様の髪を持つ。
未来予知と一口に言ってもその詳細は様々であり、シロンのように任意で1000年先さえも予知できる者もいれば、マットアラストのように予知できる未来は2秒しかないものの、常時予知を継続することを可能とする持久力に特化した能力を持つ者もいる。また、実体験のように鮮明な予知ができるもの、「このままだとよくないことが起きる」といったレベルの漠然とした予知しかできないものなど、予知の精度もばらばら。
思考共有（しこうきょうゆう）
テレパシーによって、自分の見聞きしていること、考えていることなどを相手に伝える魔法権利。通常は送信しかできないが、相手も魔法が使えれば、思考共有中に限られるが対話が可能（ハミュッツのようにそれができない人もいる）。顔や名前がわかっている相手でなければ使えないなどの制限があるのが普通。軍隊でも伝令として重用される。
心魂共有（しんこんきょうゆう）
思考共有の上位版のような能力で、相手の思考・心を読み、自分の感情を相手に移すことで人を操ることをも可能にする魔法権利。生まれつきこの魔法権利を持つ者は、菫色の髪を持っており、チャコリーがこれに該当する。
『本』食い
文字通り『本』を食らうことができる能力。ルルタやザトウが持つ。生まれつきの能力で透明な髪の色が特徴。『本』を吸収してその意識の中に作り出した異空間・仮想臓腑（かそうぞうふ）に貯蓄し、その『本』の人物の知識や人格を自分に取り込むことが可能で、魔法権利もそのまま習得できる。
仮想臓腑内の『本』は、能力者本人の意思もしくは『本』となった魂の意志の強さによっては、人格として仮想臓腑内で独立する事がある。故に非常に多くの本を食べながらそのすべての意思を封印したルルタが、多種多様な魔法権利を習得して無敵の存在になった一方で、ザトウのように取り込んだ『本』の人物らが目覚め、自分の人格を封じ込められてしまう場合もある。また仮想臓腑はあくまで能力者によって形成されているため、能力者自身の魂が現実空間、もしくは仮想臓腑内で干渉を受け死んだ場合は、内部の魂も仮想臓腑もろとも消滅する。
『本』食いの能力者が死んだ場合、その『本』は食べた『本』の数に比例して巨大になる。
『本』食われ
自分もしくは自分と関わりの深い任意の人物の『本』を、任意の『本』食いの能力者に強制的に吸収させる事ができる能力。『本』食いと同様生まれつきの能力であるが、能力の特質上自身が死んだ時に初めて発動可能となる能力であり、能力者の髪は死とともに特有の色である深い黒・闇色へと変わる。その特質上これまで能力を持っていても発見される事、もしくは活かされる事がなかったため、歴史上この能力を確認されているのはハミュッツのみ。
『本』食いの能力者の魂と、仮想臓腑内で交戦するためだけの能力であり、マキアがルルタに自身の殺害を依頼された事により初めて捜索が開始され、その研究データの下にハミュッツが導き出された。

### 世界関連
世界管理者
世界を管理するもの。つまり神で、主には「過去神バントーラ」「現在神トーイトーラ」「未来神オルントーラ（声 - 西村知道）」の3人を指す。最初期に世界を作った「始まりと終わりの管理者」が自らの体を引き裂いて生み出したとされる。
バントーラは人間の全てを記録（つまり『本』にすること）、トーイトーラは物理法則の維持、オルントーラは人間をよりよい方向へ導くことを役割とする。彼らは楽園を作り上げ、維持することを目的としているが、毎回管理者が定めた以上の欲望を持つ「悪しき人」の台頭によって管理を諦めならざるを得なくなり、最終的に終章の獣を使って世界を滅ぼし、新たに世界（楽園）を構築することを繰り返している。
現在の世界（694番目の世界）もまた、2000年以上前に楽園が終わり、終章の獣によって滅ぼされるはずだったが、ルルタが終章の獣を支配下に置いた事によって一時的に食い止められた状態にある。その段階でバントーラとオルントーラは世界管理を放棄しているため、現行において世界管理者は単なる伝説（形骸）の存在にすぎない。
楽園時代
2000年以上前の世界の呼び名。世界管理者によって世界が統治され、平穏が約束されていた時代のこと。
楽園時代の末期「悪しき人」が台頭し始めたため、オルントーラは力によって道を正すため懲罰天使を差し向ける。しかし「悪しき人（特に当時の王ヴーエキサル）」は戦うことを選択し、戦いを至上としてしまったため、かえって善き人が虐げられることとなる。最終的にヴーエキサルが「善き人」であるニーニウを「虚無色の髪の石像」にさせた（終章の獣の発動条件を満たした）ことで楽園時代は完全な終わりを迎えた。
終章の獣 / 虚無色の髪の石像
世界管理者に見限られた世界を滅ぼすため、未来神オルントーラによって作られた兵器。バントーラ図書館地下迷宮の衛獣（えいじゅう）の正体。
発動条件は1人の善き人が絶望のうちに死に、自らが生きてきた人生の全てを呪い、生まれてきたことそのものを否定した時。条件が満たされると善人は終章の獣の統括者「虚無色の髪の石像」へと姿を変え、終章の獣が世界を滅ぼす。
現在はルルタが「虚無色の髪の石像」となったニーニウを取り込んだために彼の支配下にある。衛獣こそが終章の獣であり、『本』ではなくルルタを守るために行動している。

### その他
追憶の戦器
楽園時代に神々が作り出したとされる兵器。常世の呪いがかけられている事から壊すことはできず、自らの意思を持ち所有者を選ぶとされている。7つあるとされているが、後に神の手のかかっていない戦器・過ぎ去りし石剣ヨルが誕生する。
どのような構造でそれが可能になっているのかは解明されていない。例外は自転人形ユックユックで、レプリカがいくつか作られている。
7つは下記の通り。自転人形ユックユック、常笑いの魔刀シュラムッフェン、常泣きの魔剣アッハライ、虚構抹殺杯アーガックス、彩なる砂戦艦グラオーグラマーン、大冥棍グモルク、韻律結界ウユララ。ちなみにこれらの名前は『はてしない物語』（ミヒャエル・エンデ著）からとられたものである。
常笑いの魔刀シュラムッフェン
蜘蛛を模した糸状の小剣。「斬る」という過程を経ずに「斬った」という結果を残す「因果抹消攻撃」という独自の機能を持つ。これにより、その場で振っただけで空間内に無数の斬撃を放ち、所有者に攻撃が放たれた際には自動的に斬撃を放ち防御する、攻防一体の魔刀。「常笑いの魔刀」の名は、一度に放たれる無数の斬撃によって、笑い声に似た風切り音が漏れる事に由来する。
この剣から放たれる因果抹消攻撃は、斬撃を放つ「空間」を指定できても「対象」の指定はできない不完全なものである事から、攻撃には回避行動をとられる余地があり、防御には斬撃以外の手段を持たない事から全ての攻撃を防御する事は不可能である、といった弱点が存在し、戦器の中では低級に位置している。
使用者の身体能力が高ければ高いほど発生する斬撃の威力も向上するという特徴があり、シガルが用いた時よりも、ハミュッツが用いた時の斬撃の威力の方が遥かに高かった。
虚構抹殺杯アーガックス
猿の面が刻まれた銀色の杯。その杯に汲んだ水に消したい記憶を囁き、水を飲み干すことで記憶を消す機能を持つ。2つ存在し、バントーラ図書館、神溺教団それぞれが所持している。
自転人形ユックユック
妖精を模した彫像。本来束ねることのできない魔法権利を束ねることで強力な魔法を発動させることのできる機能を持つ。元々は人間の持つ魔法権利を奪う能力を持っていたが、司書天使から奪い取った後、現在の形に改造された。しかし一つの魔法権利を込めるのに数年がかりで魔術審議を執り行わなければならない上に、一つのユックユックにつき一度しか発動させることができないため最低ランクの追憶の戦器であるとされる。
常泣きの魔剣アッハライ
芋虫を模した短剣。シュラムッフェンと同系統の力を持ち、その威力はシュラムッフェンを上回る。
大冥棍グモルク
黒い霧で覆われた棍棒。黒い霧によって直接その外貌を目にする事はできず、もし直接目にすれば視力を失うと言われる。一撃で大地を割り砕くほどの打撃力を持つ。
彩なる砂戦艦グラオーグラマーン
虹色に輝く空飛ぶ船。短剣ほどの大きさの鉄片が無数に集合した構造となっており、持ち主の意思に応じて、自由に動き姿を変える。
韻律結界ウユララ
蔦状の紋様。因果抹消能力を防御に転用した結界を発生させ、所有者を戦う意思を持たない時に限って、あらゆる攻撃から守護する。作中では一貫してルルタの肩に刻まれている。
過ぎ去りし石剣ヨル
8つ目の追憶の戦器。本来過去神バントーラにしか成し得ない人の魂を『本』に変えることを可能にする。最も強い意思を持った追憶の戦器であり、死によって途切れた物語に続きを与えることを己の機能としている。そのために死体を操ってラスコール＝オセロを名乗り、『本』をその死者の物語を継ぐ者へと渡し歩いている。
元々はバントーラから『本』の管理を任された存在である「司書天使」の一体。その司書天使はラスコール＝オセロという名の老戦士に敗れ、人間に興味を持った。そしてラスコール＝オセロは世界の滅びを見るために、司書天使は人間の織り成す物語を見るために融合、過ぎ去りし石剣ヨルとなった。
世界の滅びに抗うルルタの行動に感動し、その物語に続きを与えるため自らの力の全てを使いミレポックを目覚めさせ、消滅する。
菫色の願い（すみれいろのねがい）
「菫の咎人」と呼ばれる少女・チャコリー＝ココットの、「心の底からルルタを思いやり、彼を救う」という願い。天国を滅ぼす唯一の方法でもある。ハミュッツとベンド＝ルガーにその詳細が伝えられ、自らの運命を変えた根源であるルルタを憎むハミュッツには拒絶されたものの、ベンドによってオリビアからエンリケへと語り継がれていくこととなった。

## 既刊一覧

### 小説
- 山形石雄（著） / 前嶋重機（イラスト）、集英社〈スーパーダッシュ文庫〉、全10巻
  1. 『戦う司書と恋する爆弾』2005年9月30日第1刷発行（9月22日発売[6]）、ISBN 4-08-630257-8
  2. 『戦う司書と雷の愚者』2006年1月30日第1刷行（1月25日発売[7]）、ISBN 4-08-630276-4
  3. 『戦う司書と黒蟻の迷宮』2006年4月30日第1刷発行（4月25日発売[8]）、ISBN 4-08-630294-2
  4. 『戦う司書と神の石剣』2006年7月30日第1刷発行（7月25日発売[9]）、ISBN 4-08-630306-X
  5. 『戦う司書と追想の魔女』2006年12月30日第1刷発行（12月20日発売[10]）、ISBN 4-08-630333-7
  6. 『戦う司書と荒縄の姫君』2007年4月30日第1刷発行（4月25日発売[11]）、ISBN 978-4-08-630352-1
  7. 『戦う司書と虚言者の宴』2007年8月30日第1刷発行（8月24日発売[12]）、ISBN 978-4-08-630372-9
  8. 『戦う司書と終章の獣』2008年4月30日第1刷発行（4月25日発売[13]）、ISBN 978-4-08-630417-7
  9. 『戦う司書と絶望の魔王』2009年7月29日第1刷発行（7月24日発売[14]）、ISBN 978-4-08-630494-8
  10. 『戦う司書と世界の力』2010年1月30日第1刷発行（1月22日発売[15]）、ISBN 978-4-08-630527-3

### 漫画
- 山形石雄（原作） / 前嶋重機（キャラクターデザイン） / 篠原九（作画） 『戦う司書と恋する爆弾』 集英社〈ヤングジャンプ・コミックス・ウルトラ〉、全3巻
  1. 2009年1月19日第1刷発行、ISBN 978-4-08-877589-0
  2. 2009年7月19日第1刷発行、ISBN 978-4-08-877692-7
  3. 2009年11月19日第1刷発行、ISBN 978-4-08-877768-9

## テレビアニメ
2009年6月にアニメ化が発表され、『戦う司書 The Book of Bantorra』（たたかうししょ ザ・ブック・オブ・バントーラ）のタイトルで2009年10月から2010年4月にかけて、アニマックス、バンダイチャンネル、BS11にて放送された。全27話。2011年夏にはTOKYO MXにて地上波初放送。

### スタッフ
- 監督 - 篠原俊哉[3]
- シリーズ構成 - 岡田麿里[3]
- キャラクターデザイン - 山田正樹[3]
- プロップデザイン - 橋本英樹[4]
- 総作画監督 - 山田正樹[4]、かどともあき[4]
- アクション作画監督 - 光田史亮[4]
- メカ作画監督 - 中原れい（第17話・第18話・第20話 - 第24話）
- 美術監督 - 池田繁美[4]
- 色彩設計 - 大西峰代[4]
- 撮影監督 - 北村直樹[4]
- 3Dディレクター - ソエジマヤスフミ[4]
- 編集 - 後藤正浩[4]
- 音楽 - 平野義久[4]
- 音響監督 - 本山哲[4]
- ゼネラルプロデューサー - 渡辺直樹[4]
- プロデューサー - 斎藤哲郎[4]、川瀬浩平、伊藤善之[4]、梶田浩司[4]
- アニメーションプロデューサー - 笠間寿高[4]
- アニメーション制作 - david production[3]
- 製作協力 - アニマックス
- 製作 - バントーラ図書館[4]

### 主題歌
オープニングテーマ
「堕天國宣戦」（第1話 - 第16話）
作詞 - 宝野アリカ / 作曲・編曲 - 片倉三起也 / 歌 - ALI PROJECT
「星彩のRipieno」（第17話 - 第27話）
作詞・歌 - 佐咲紗花 / 作曲・編曲 - 小高光太郎
エンディングテーマ
「Light of Dawn」（第1話 - 第16話）
作詞・歌 - Annabel / 作曲・編曲 - myu
「Dominant space」（第17話 - 第27話）
作詞 - 畑亜貴 / 作曲・編曲 - myu / 歌 - 結城アイラ

### 各話リスト
サブタイトルは最終話を除き、「○○と○○と○○」で統一されている。
| 話数   | サブタイトル               | 脚本             | 絵コンテ          | 演出              | 作画監督                                                     |
| ------ | -------------------------- | ---------------- | ----------------- | ----------------- | ------------------------------------------------------------ |
| 第1話  | 爆弾と本と沈み行く船       | 岡田麿里         | 篠原俊哉          | 市村徹夫          | 浜津武広                                                     |
| 第2話  | 爆弾と姫君と灰色の街       | 猪爪慎一         | きみやしげる      | きみやしげる      | 青野厚司                                                     |
| 第3話  | 爆弾と人間と死の神の病     | 根元歳三         | 加瀬充子          | 吉沢俊一          | 小林亮                                                       |
| 第4話  | 夕方とシロンとコリオ       | 花田十輝         | 東海林真一        | 津田尚克          | 海老原雅夫                                                   |
| 第5話  | 裏切りと杯と迷いの小道     | 岡田麿里         | 加藤敏幸          | 加藤敏幸          | 町田真一                                                     |
| 第6話  | 雷と怪物と殴る少女         | 根元歳三         | 友田政晴          | 友田政晴          | 高木潤 小林亮                                                |
| 第7話  | 笑顔と仮面と死にたがりの男 | 花田十輝         | 小倉宏文          | 小倉宏文          | 宝谷幸稔                                                     |
| 第8話  | 沼と仲間と浜辺の貝殻       | 猪爪慎一         | 阿部雅司          | 阿部雅司          | 浜津武広 橋本英樹                                            |
| 第9話  | 真人と戦場と私の世界       | 猪爪慎一         | 吉沢俊一          | 吉沢俊一          | 堀内博之                                                     |
| 第10話 | 変人と母親と黒蟻の巣       | 根元歳三         | 中原れい          | 中原れい          | 小林亮                                                       |
| 第11話 | 弱者と迷宮と女王の指し手   | 根元歳三         | 篠原俊哉          | 市村徹夫 吉沢俊一 | 青野厚司 海老原雅夫                                          |
| 第12話 | 過去と理不尽とパイプの煙   | 花田十輝         | 加藤敏幸          | 加藤敏幸          | 町田真一                                                     |
| 第13話 | 休暇と絵本と赤錆の髪       | 根元歳三         | 沢村塁            | 向井正浩          | 浜津武広 橋本英樹                                            |
| 第14話 | 落日と語りべと幾つかの寓話 | 根元歳三（構成） |                   | 津田尚克（構成）  |                                                              |
| 第15話 | 少女と少女と神の寝床       | 根元歳三         | 篠原俊哉          | 津田尚克          | 須田正巳、菅原東 SEO KYUNG ROCK                              |
| 第16話 | 禁書と腑抜けと聖浄眼       | 花田十輝         | きみやしげる      | きみやしげる      | 小林亮                                                       |
| 第17話 | 帰還と出会いと燃えあがる緑 | 岡田麿里         | 西本由紀夫        | 岸川寛良          | 堀内博之、清水勝祐 杉藤さゆり                                |
| 第18話 | プロペラと追想と鉛の人間   | 岡田麿里         | 市村徹夫          | 市村徹夫          | 小谷杏子、宮前真一                                           |
| 第19話 | 阿呆と虚空と踊る人形       | 岡田麿里         | 加藤敏幸          | 加藤敏幸          | 青野厚司 浜津武広                                            |
| 第20話 | 弔鐘と本と死にたがりの少年 | 猪爪慎一         | 山内重保          | 山内重保          | 町田真一、池内直子                                           |
| 第21話 | 憎しみと蒼と荒縄の姫君     | 猪爪慎一         | 沢村塁            | 吉沢俊一          | 海老原雅夫、橋本英樹                                         |
| 第22話 | 空と結末と彼女の世界       | 花田十輝         | 阿部雅司          | 阿部雅司          | 小林亮                                                       |
| 第23話 | 脱獄と道具と砂漠の菫       | 岡田麿里         | 坂上吾郎          | 津田尚克          | 青野厚司、山田裕子                                           |
| 第24話 | 真実と恋と第二封印書庫     | 岡田麿里         | きみやしげる      | きみやしげる      | 飯飼一幸、杉藤さゆり 内原茂、堀内博之                        |
| 第25話 | 静寂と惰眠と絶望の物語     | 岡田麿里         | 沢村塁            | 向井正浩          | 海老原雅夫、小林亮 浜津武広                                  |
| 第26話 | 贖罪と惑と本の中の本       | 岡田麿里         | 加藤敏幸          | 加藤敏幸          | 渡辺純子 土屋圭                                              |
| 第27話 | 世界の力                   | 岡田麿里         | 市村徹夫 篠原俊哉 | 市村徹夫 篠原俊哉 | 海老原雅夫、小林亮 青野厚司、浜津武広 町田真一、かどともあき |

### 放送局
| 放送地域 | 放送局             | 放送期間                     | 放送日時                  | 放送系列       | 備考                                            |
| -------- | ------------------ | ---------------------------- | ------------------------- | -------------- | ----------------------------------------------- |
| 日本全域 | アニマックス       | 2009年10月2日 - 2010年4月2日 | 金曜 22:00 - 22:30        | CS放送         | LEVEL22枠 ハイビジョン放送                      |
| 日本全域 | BS11               | 2009年10月3日 - 2010年4月3日 | 土曜 24:00 - 24:30        | BSデジタル放送 | ANIME+枠 ミュージッククリップ、エンドカードあり |
| 日本全域 | バンダイチャンネル | 2009年10月5日 - 2010年4月5日 | 月曜 12:00 更新           | ネット配信     | 第1話は継続的に無料 2話以降は1週間限定無料      |
| 東京都   | TOKYO MX           | 2011年8月8日 - 8月22日       | 月曜 - 木曜 27:30 - 29:00 | 独立局         | 3話連続放送                                     |

特別番組
「いよいよ放送! 『戦う司書』直前スペシャル」がアニマックスにて放送。AKB48の篠田麻里子がミレポックに扮して、ナビゲーターを務めた。BD・DVD第1巻の映像特典として収録されている。
| 放送地域 | 放送局       | 放送日        | 放送時間     |
| -------- | ------------ | ------------- | ------------ |
| 日本全域 | アニマックス | 2009年9月25日 | 本放送に同じ |
| アニマックス 「LEVEL22」枠 金曜第1枠（22時00分～22時30分） | アニマックス 「LEVEL22」枠 金曜第1枠（22時00分～22時30分） | アニマックス 「LEVEL22」枠 金曜第1枠（22時00分～22時30分） |
| 前番組                                                     | 番組名                                                     | 次番組                                                     |
| ---------------------------------------------------------- | ---------------------------------------------------------- | ---------------------------------------------------------- |
| -                                                          | 戦う司書 The Book of Bantorra                              | デュラララ!!                                               |
| BS11 ANIME+ 土曜24時00分枠                                 |                                                            |                                                            |
| よくわかる現代魔法                                         | 戦う司書 The Book of Bantorra                              | 迷い猫オーバーラン!                                        |